# Metopius vespoides
Metopius vespoides är en stekelart som först beskrevs av Giovanni Antonio Scopoli 1763.  Metopius vespoides ingår i släktet Metopius och familjen brokparasitsteklar. Utöver nominatformen finns också underarten M. v. obscurior.